# Telefooncentrale Amsterdam-West
De telefooncentrale Amsterdam-West (afkorting Asd-W) is een telefooncentrale in de Nederlandse plaats Amsterdam. De centrale met haar hoofdadres aan de Filips van Almondestraat 13-17 bevindt zich op het binnenterrein van een bouwblok met adressen aan genoemde straat,  Lodewijk Boisotstraat (alternatieve ingang), Admiralengracht en Witte de Withstraat in de Admiralenbuurt.
Het gebouw werd ontworpen door de Dienst der Publieke Werken door architect Albert Boeken en/of Eduard Pieter Messer. Het ontwerp stamt uit de periode 1923-1925, gebouwd werd er in 1926 tot en met 1928. De bouw was in november 1928 voltooid met alle aansluitingen. De centrale was nodig omdat de centrales in Noord en Zuid de drukte niet meer aankonden. Er moesten 4000 telefoonlijnen overgezet worden naar de centrale opgebouwd door Siemens AG en Haske. De centrale dan al overgegaan naar KPN (of haar voorgangers) moest regelmatig uitgebreid worden omdat de stad naar het westen uitbreidde. De centrale bleef tot 2015 in gebruik en telde rond 2000 zo'n 30.000 aansluitingen. Daarna begon herontwikkeling naar starterswoningen. Inmiddels was het gebouw tot gemeentelijk monument verklaard.

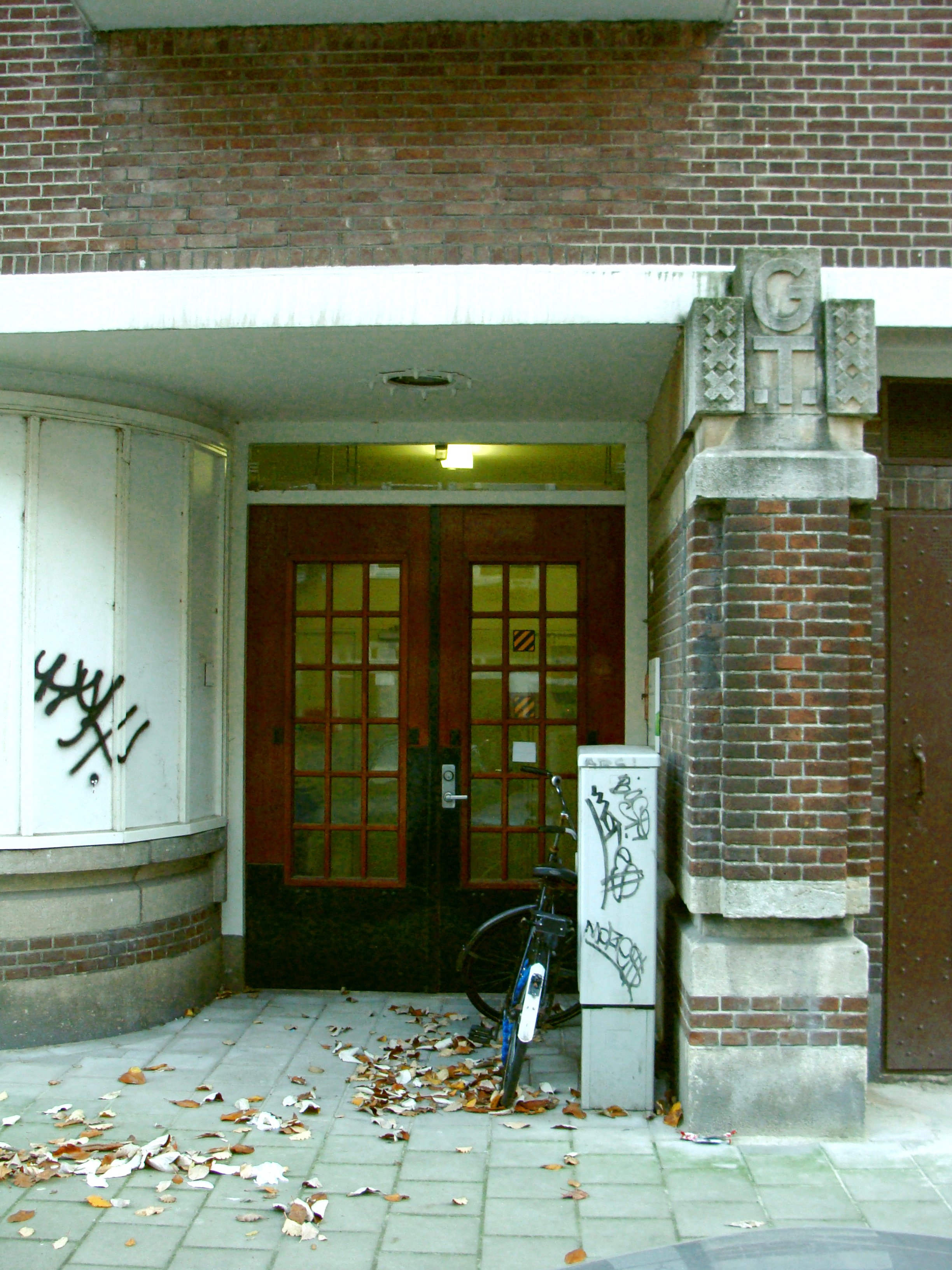
ingang van de telefooncentrale. Rechtsboven ziet men nog de afkorting "G.T." van de voormalige Gemeentetelefoon
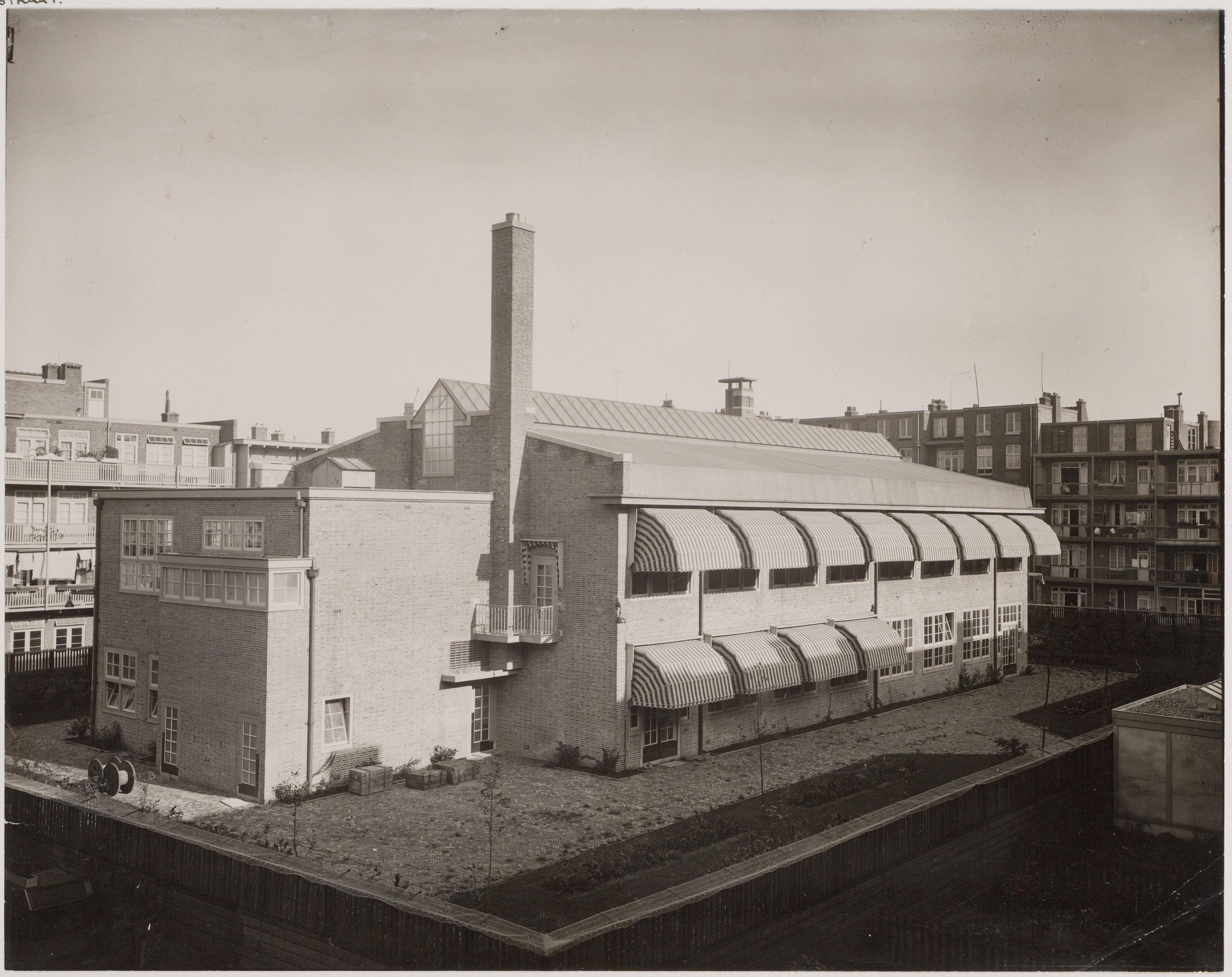
Het complete gebouw
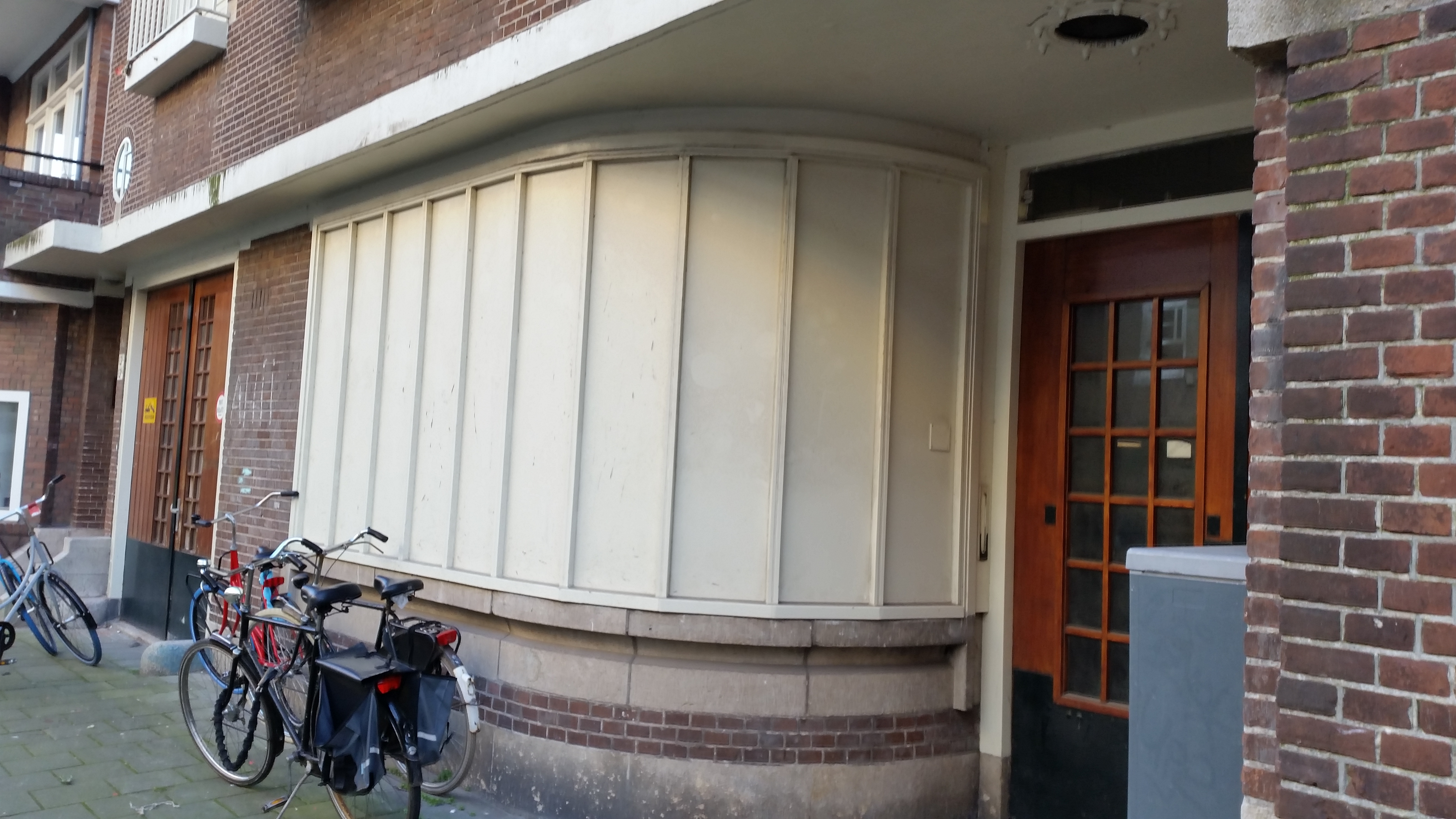
Ingang in januari 2020